# Suckers - i Lunottici
Suckers - i Lunottici (Suckers) è una serie animata slapstick di produzione spagnola prodotta nel 2011 che ha per protagonisti alcuni pupazzi, che vivono nella parte posteriore delle autovetture. Si chiamano Suckers; nonostante la personalità contorta e a tratti bizzarra, sono innocui per il genere umano.
In Italia la serie è andata in onda sul canale K2 a partire da dicembre 2011.